# Остров Давида
О́стров Дави́да — остров архипелага Земля Франца-Иосифа. Административно относится к Приморскому району Архангельской области России.
Расположен в западной части архипелага в 1,5 километрах от мыса Краутера — юго-западного мыса Земли Георга.
Имеет круглую форму диаметром около 500 метров, без особых возвышенностей и ледового покрытия.